# Гёт, Амон
Амон Леопольд Гёт (нем. Amon Leopold Göth; 11 декабря 1908, Вена, Австро-Венгрия — 13 сентября 1946, Краков, ПНР) — гауптштурмфюрер СС, комендант концентрационного лагеря в Плашове, лично убивший не менее пятисот заключённых. Казнен по приговору польского суда.

## Ранняя биография
Родился в Вене, столице Австро-Венгрии в семье печатника. После окончания школы поступил в Венский университет. В 22 года Амон Гёт вступил в ряды нацистской партии (австрийское отделение). В 1930 году он получил партийный номер 510 764 и одновременно с этим вступил в ряды австрийских СС, став рядовым СС под номером 43 673. В начале 1933 года, спасаясь от преследования властей, нелегально перешёл австро-германскую границу, а затем стал курьером между Мюнхеном и Веной, переправляя в Австрию деньги, оборудование и инструкции. Участник убийства канцлера Австрии Э. Дольфуса в 1934 году. Был арестован полицией, но сумел бежать в Мюнхен, где некоторое время работал в газете.
О ранней деятельности Амона Гёта в СС известно немного, поскольку до аншлюса Австрии нацистской Германией в 1938 году австрийские СС были нелегальной подпольной организацией. Между 1932 и 1936 годами Гёт был членом роты общих СС в Вене и в 1937 году поднялся в звании до унтершарфюрера СС. Между 1938 и 1941 годами он был членом 11-го полка SS-Standarte действующего в Вене. 14 июля 1941 года он получил звание унтерштурмфюрера СС.

## Концлагерь Плашов

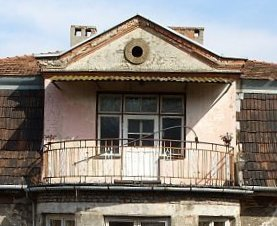
Балкон виллы Амона Гёта в Плашове. 2008 г.

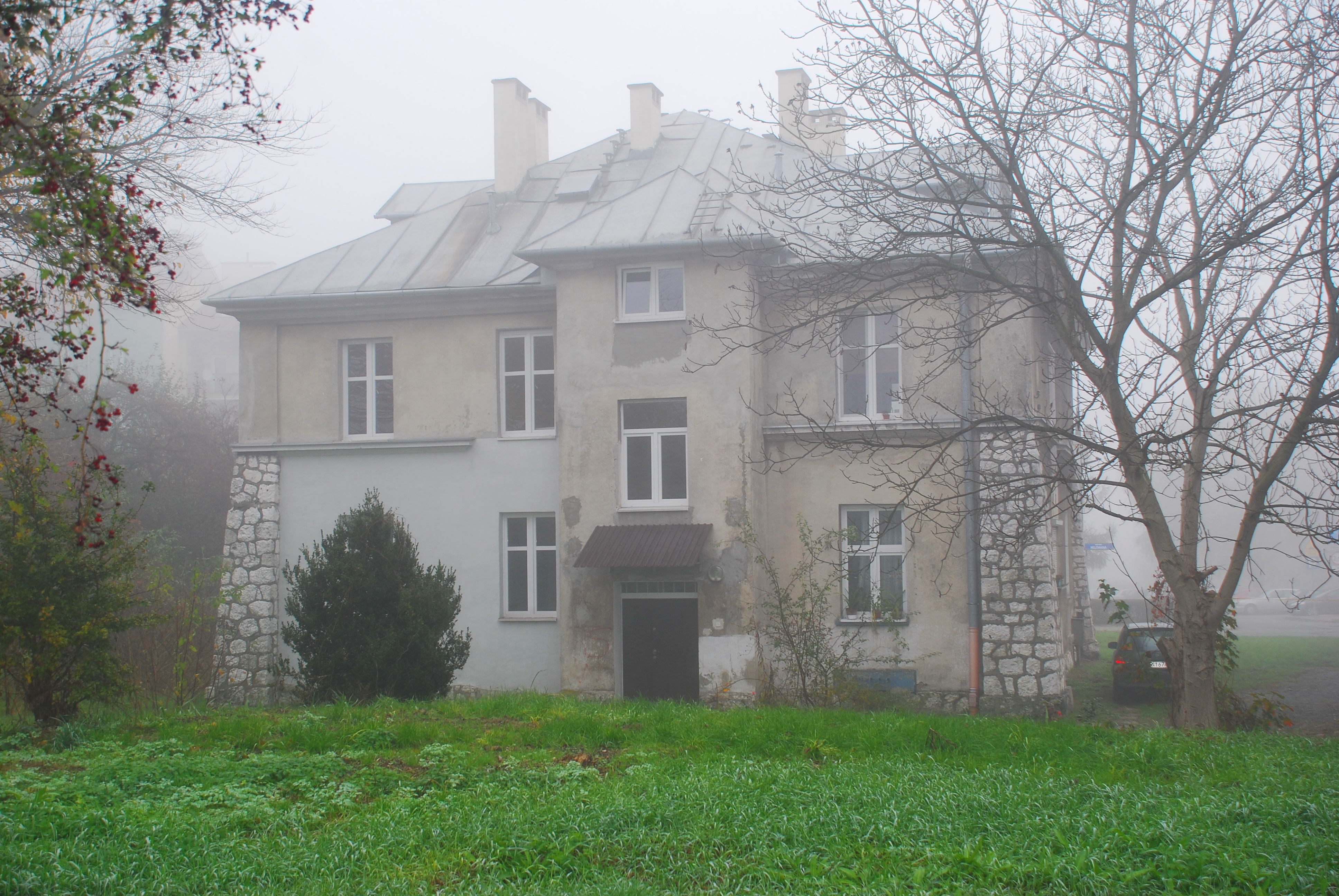
Вилла Амона Гёта в Плашове целиком.

В августе 1942 года Гёт был переведён из Вены в Краков, под командование бригадефюрера СС Одило Глобочника, главы полиции и войск СС Кракова. Он стал офицером войск СС в службе концентрационных лагерей и 11 февраля 1943 года получил приказ построить и возглавить принудительный трудовой лагерь в Плашове. На постройку лагеря, посредством рабского труда, ушёл один месяц. 13 марта 1943 года, после ликвидации еврейского гетто в Кракове, его выжившие обитатели были переселены в этот новый рабочий лагерь. При переселении погибло около двух тысяч человек. На суде трибунала Гёту было предъявлено обвинение в том, что он лично расстреливал людей в ходе переселения.
3 сентября 1943 года Гёт получил приказ ликвидировать гетто в Тарнове, число убитых при эвакуации неизвестно. 3 февраля 1944 года Гёт ликвидировал концентрационный лагерь в Шебни, приказав убить большую часть заключённых на месте, а оставшихся отправить в другие лагеря, погибло несколько тысяч человек.
20 апреля 1944 года Амон Гёт получил звание гауптштурмфюрера «общих» СС, таким образом, перескочив через звание оберштурмфюрера. Он также стал офицером войск СС. Его деятельность на посту коменданта Плашова продолжилась под прямым управлением Отдела экономики и администрации СС.
Гёт твёрдо верил в то, что евреи должны возмещать расходы по их уничтожению. 11 мая 1942 года гестапо отдало приказ еврейскому совету небольшого города Щебжешина уплатить 2 тыс. злотых и 3 килограмма кофе за боеприпасы, потраченные на убийства евреев.
Отличался садистскими наклонностями, в том числе натравливал свою собаку на заключенных. В Плашове Гёт ежедневно мучил и убивал заключённых, в качестве развлечения стрелял по заключенным из винтовки с веранды своей виллы. За время, проведённое в Плашове, он лично застрелил свыше 500 евреев. Леопольд Пфефферберг, один из евреев, спасённых Оскаром Шиндлером, заявил: «Когда вы видите Гёта, вы видите Смерть». Однако он пощадил жизнь еврейской заключённой Натальи Карп (по первому мужу Хюблер) и её сестры, послушав, как Наталья сыграла ноктюрн Шопена на пианино день спустя после её прибытия в лагерь Плашов.

## Дальнейшая биография

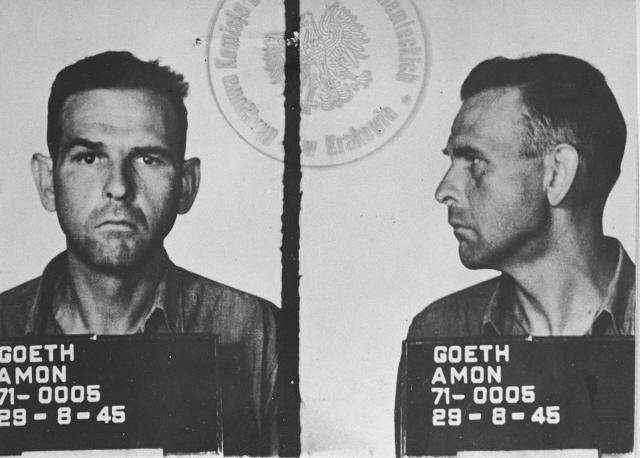
Гёт в 1945 году, после задержания

13 сентября 1944 года Амон Гёт был снят с поста коменданта концлагеря Плашов и переведён в отдел экономики и администрации СС. В ноябре 1944 года, вскоре после перевода, Амон Гёт был обвинён в расхищении еврейской собственности (которая по нацистским законам принадлежала Рейху) и арестован гестапо. Он был внесён в список дел судьи СС Георга Конрада Моргена, но, в связи с приближающимся поражением Германии в войне, трибунал СС так и не был собран, и обвинения с Гёта были сняты.
Амон Гёт был направлен в Бад-Тёльц, где был обследован врачами СС в связи с его душевной болезнью и диабетом. По рекомендациям врачей был отправлен в санаторий, где в мае 1945 года был арестован американскими войсками.
Было заявлено, что незадолго до ареста он получил звание штурмбаннфюрера СС. В некоторых документах его последующих допросов он записан как «СС-майор Гёт». Рудольф Хёсс также придерживался мнения о том, что Амон Гёт был повышен в звании, и, давая показания на суде над Амоном Гётом, заявил, что тот был майором CC в службе концентрационных лагерей. Служебные записи Гёта, однако, это опровергают, большинство текстов упоминает о нём как о гауптштурмфюрере CC, что соответствует званию капитана.

## Казнь
Гёт был передан Польше летом 1946 года. Судебный процесс над ним начался 27 августа 1946 года. А уже 5 сентября 1946 года Верховный национальный трибунал Польши, состоявшийся в Кракове, признал Амона Гёта виновным в убийстве более 2 тысяч человек и приговорил к смертной казни через повешение.
13 сентября 1946 года, в возрасте 37 лет, Амон Гёт был повешен во дворе тюрьмы Монтелюпих, недалеко от бывшего концлагеря Плашов. Палач дважды якобы «ошибся в расчёте» необходимой длины верёвки и успешно повесил Амона Гёта лишь с третьей попытки. Перед смертью Гёт выкрикнул нацистское приветствие: «Хайль Гитлер!».

## Упоминания в культуре
Деятельность Амона Гёта в концлагере Плашова получила всемирную известность после выхода в свет в 1993 году фильма «Список Шиндлера». Актёр Рэйф Файнс, исполнитель роли Гёта, заслужил номинацию на премию Американской Киноакадемии в категории «Лучшая мужская роль второго плана» и получил награду BAFTA. Американский институт киноискусства поместил Файнса на 15-е место в списке 50 кинозлодеев всех времён. При просмотре фильма Мила Пфефферберг, одна из живых к тому времени «евреек Шиндлера», была потрясена тем, насколько Файнс напомнил ей настоящего Гёта.
В 2002 году дочь Амона Гёта Моника Хертвиг опубликовала в Германии книгу-интервью «Я должна любить своего отца, не так ли?» («Ich muß doch meinen Vater lieben, oder?»). Дочь Амона Гёта пишет, что её мать гордилась своим мужем до того, как узнала о его роли в Холокосте, и в 1980-х покончила с собой.
В 2008 году вышел документальный фильм режиссёра Джеймса Молла, в котором описываются усилия дочери Гёта в исследовании прошлого своего отца и приводятся показания Елены Йонас, одной из рабынь Гёта на его вилле.
В 2013 году Дженнифер Тиге, дочь Моники Хертвиг и нигерийского студента, узнавшая из книги матери о том, что Амон Гёт — её дед, сама написала книгу «Amon. Mein Großvater hätte mich erschossen» («Амон. Мой дед бы меня расстрелял»). Дженнифер жила в патронатной семье с 3 лет, была удочерена в возрасте 7 лет и ничего не знала о своём деде до 38 лет. Книга переведена на русский язык и опубликована в 2023 году под названием «Мой дед расстрелял бы меня: История внучки Амона Гёта, коменданта концлагеря Плашов».